# Georg Baselitz
Georg Baselitz (eredeti nevén Hans-Georg Kern) (Deutschbaselitz, 1938. január 23. –) német festő és szobrász.

## Életpályája
Felsőlausitzban született, szülőhelye ma Kamenz településrésze. 1956-ban kezdte meg művészeti tanulmányait az akkori NDK-ban a kelet-berlini Hochschule für bildende Künste (Berlin-Weißensee) főiskolán Walter Womackánál. 1957-től Nyugat-Berlinben Hann Trier professzornál tanult. Ezután Nyugat-Berlinben telepedett le. 1965-ben Villa Romana-díjat kapott.
1969-től alkotásainak jellegzetessége, hogy feje tetejére állítja a látványt. ("Der Wald auf dem Kopf","Auf dem Kopf hängende Bilder").

## Művei nyilvános gyűjteményekben (válogatás)
- Sammlung Essl, Klosterneuburg/Wien
- Stedelijk Museum, Amszterdam
- Ludwig Múzeum – Kortárs Művészeti Múzeum Budapest

### Németország
- Kupferstichkabinett Dresden
- Staatliche Graphische Sammlung München
- Ludwig Forum für Internationale Kunst, Aachen
- Sammlung Frieder Burda, Baden-Baden
- Berlinische Galerie, Berlin
- Hamburger Bahnhof, Museum für Gegenwart, Berlin
- Kunstmuseum Bonn, Bonn
- Neues Museum Weserburg Bremen, Bremen
- Kunstsammlungen Chemnitz, Chemnitz
- Museum Küppersmühle Sammlung Grothe, Duisburg
- Städtische Galerie Erlangen, Erlangen
- Museum Folkwang, Essen
- Städelsches Kunstinstitut und Städtische Galerie, Frankfurt/Main
- Hamburger Kunsthalle, Hamburg
- Sprengel Museum Hannover, Hannover
- MARTa Herford, Herford
- Museum Pfalzgalerie, Kaiserslautern
- Städtische Galerie beim ZKM, Karlsruhe
- ZKM | Museum für Neue Kunst & Medienmuseum, Karlsruhe
- Kunsthalle zu Kiel der Christian-Albrechts-Universität, Kiel
- Museum Ludwig, Köln
- Museum Morsbroich, Leverkusen
- Kunstmuseum Mülheim an der Ruhr, Mülheim an der Ruhr
- Pinakothek der Moderne, München
- Staatsgalerie Stuttgart, Stuttgart
- Museum Wiesbaden, Wiesbaden

### Svájc
- Migros Museum für Gegenwartskunst
- Museo d'Arte Moderna della Città di Lugano

## Kiállításai (Válogatás)
- 1980 - velencei biennálé
- 1982 - Zeitgeist
- 1984 – Von hier aus – Zwei Monate neue deutsche Kunst in Düsseldorf
- 1999 - Musée Rath, Genf